# Francisco Castro Lalupú
Francisco Castro Lalupú (* 13. August 1973 im Distrikt Bellavista, Provinz Sullana, Region Piura, Peru) ist ein peruanischer römisch-katholischer Geistlicher und Weihbischof in Trujillo.

## Leben
Francisco Castro Lalupú studierte zunächst am Priesterseminar des Erzbistums Piura und später am Seminar des Erzbistums Trujillo. Seinen theologischen Abschluss erhielt er vom Päpstlichen Athenaeum Regina Apostolorum in Rom. Am 6. Juni 2004 empfing er das Sakrament der Priesterweihe für das Erzbistum Trujillo.
Nach der Priesterweihe übernahm er verschiedene Aufgaben in der Pfarrseelsorge, zuletzt seit 2018 als Pfarrvikar an der Kathedrale von Trujillo, und in der Priesterausbildung sowie in der Verwaltung des Erzbistums Trujillo. Er war Rektor des Priesterseminars San Carlos y San Marcelo in Trujillo. Von 2011 bis 2014 war er in der Ministrantenseelsorge tätig. Seit 2016 war er Bischofsvikar für die ökonomischen und Verwaltungsangelegenheiten des Erzbistums.
Papst Franziskus ernannte ihn am 4. April 2020 zum Titularbischof von Putia in Byzacena und zum Weihbischof in Trujillo. Der Erzbischof von Trujillo, Héctor Miguel Cabrejos Vidarte OFM, spendete ihm am 29. September desselben Jahres die Bischofsweihe. Mitkonsekratoren waren der Bischof von Chiclayo, Robert F. Prevost OSA, und der Prälat von Chuquibambilla, Edinson Edgardo Farfán Córdova OSA.